# 不要输！！恶之军团！
《不要输！！恶之军团！》（日语：まけるな!! あくのぐんだん！）是日本声优兼漫画家德井青空创作的四格漫画作品。2013年9月6日开始在《月刊Bushiroad》杂志上连载，同时在官方Twitter及Line上更新。2017年2月7日宣布动画化，于2017年4月开始播出。

## 故事简介
外星人“咚大人”（ドン様）率领的恶之军团本打算侵略地球，但是自己的宇宙飞船却不见了（动画中改为毁于火灾）。这时外星人偶然获得了地球人晴太的帮助，于是外星人们就开始了一边在地球上打工一边不放弃侵略地球野心的生活。

## 登场人物
咚大人（聲：玄田哲章）
“恶之军团”首领。为了实现征服宇宙的梦想而先从自认为容易侵略的地球入手。
佩普酱（聲：山口胜平）
咚大人的部下，性格乐观的元气少年。
奇库酱（聲：石田彰）
咚大人的部下，性格认真的御宅系少年。
妮露大人（聲：巽悠衣子）
神秘的美少女。真实身份为第三行星派出所的周日警察，同时还是金星第一偶像。动画中操关西腔。
咚大人等人飞船被毁的“罪魁祸首”。为处理违规停靠的飞船来到地球，因花粉过敏而打喷嚏，结果喷出火焰，导致飞船被焚毁。
闲人（聲：小西克幸）
便利店的店员。
晴太（聲：熊井統子）
小学五年级学生。与闲人一起打游戏的好友。
父亲（声：三宅健太）为不动产中介商。
小鸡布偶/商店街大叔（聲：千叶繁）
商店街的吉祥物，以及能理解其语言的大叔。

## 出版书籍
| 冊數 | KADOKAWA      | KADOKAWA               |
| 冊數 | 發售日期      | ISBN                   |
| ---- | ------------- | ---------------------- |
| 1    | 2017年3月17日 | ISBN 978-4-04-899427-9 |

## 电视动画
电视动画于2017年4月5日开始在TOKYO MX、SUN-TV、AT-X等电视台播出，为每话时长5分钟的泡面番。据动画监督介绍，作者德井青空在制作时要求每一集都要请自己信赖的不同的声优唱主题曲和担任旁白。

### 制作人员
- 原作：德井青空
- 监督、系列构成：京极尚彦
- 动画角色设计：黑岩园加
- 道具设计：三轮步
- 美术设定、意象板：福留嘉一（Dehogallery）
- 美术监督：小林雅代（千住工房）
- 色彩设计：加藤里惠
- 摄影监督：渥美直纪（龙之子）
- 编辑：奥田浩史
- 音响监督：长崎行男
- 音乐：藤泽庆昌
- 动画制作：龙之子

### 主题曲
- - 歌：KAKUWA☆Narrations[註 1]
  - 作词：藤林圣子，作曲、编曲：山口朗彦（日语：山口朗彦）
  - 第12话作为插曲使用。

### 各话列表
| 话数 | 日文标题 | 中文标题           | 分镜     | 演出       | 作画监督          | 旁白       | 主题歌演唱                                                                       |
| ---- | -------- | ------------------ | -------- | ---------- | ----------------- | ---------- | -------------------------------------------------------------------------------- |
| 1    |          | 侵略啊！侵略啊！！ | 京极尚彦 | 京极尚彦   | 黑岩园加          | 久保由利香 | 饭田里穗 佐佐木未来                                                              |
| 2    |          | 会说话的河马       | 京极尚彦 | 京极尚彦   | 黑岩园加          | 久保田未梦 | 饭田里穗 佐佐木未来                                                              |
| 3    |          | 超商               | 京极尚彦 | 京极尚彦   | 宫崎辉            | 佐佐木未来 | 饭田里穗 佐佐木未来                                                              |
| 4    |          | 雛雞BOSS           | 清水勇司 | 清水勇司   | 宫崎辉            | 内田彩     | 饭田里穗 佐佐木未来                                                              |
| 5    |          | 在燃燒…            | 清水勇司 | 清水勇司   | 山田奈月          | 饭田里穗   | 久保由利香 久保田未梦 南条爱乃                                                   |
| 6    |          | 回憶               | 清水勇司 | 清水勇司   | 清水勇司          | 水濑祈     | 久保由利香 久保田未梦 南条爱乃                                                   |
| 7    |          | 回不去了           | 丸山裕介 | 志村宏明   | 山田奈月          | 楠田亚衣奈 | 久保由利香 久保田未梦 南条爱乃                                                   |
| 8    |          | 鬥嘴               | 野崎温子 | 野崎温子   | 田中亚优          | 南条爱乃   | 久保由利香 久保田未梦 南条爱乃                                                   |
| 9    |          | 孤獨一人           | 志村宏明 | 茶之原拓也 | 菅野千爱 八森优香 | 村川梨衣   | 三森铃子 水濑祈 新田惠海                                                         |
| 10   |          | 重修舊好           | 志村宏明 | 丸山裕介   | 黑岩园加 山田奈月 | Pile       | 三森铃子 水濑祈 新田惠海                                                         |
| 11   |          | 搬家               | 京极尚彦 | 茶之原拓也 | 菅野千爱 八森优香 | 三森铃子   | 三森铃子 水濑祈 新田惠海                                                         |
| 12   |          | 妮露大人           | 京极尚彦 | 京极尚彦   | -                 | 新田惠海   | 饭田里穗、佐佐木未来 久保由利香、久保田未梦、南条爱乃 三森铃子、水濑祈、新田惠海 |

### 播出机构

#### 日本国内
日本深夜動畫：下文記載的日本国内播放時間使用日本標準時間（UTC+9）表示。因為部分時間标识會採用30小时制，因此請留意这类超过24:00的时间，其實際播放時間為翌日清晨。
| 播放地區       | 播放電視台 | 播放日期        | 播放時間（UTC+9）    | 所屬聯播網 | 備註       |
| -------------- | ---------- | --------------- | -------------------- | ---------- | ---------- |
| 東京都         | TOKYO MX   | 2017年4月5日 -  | 星期三 22:45 - 22:50 | 獨立局     |            |
| 栃木县         | 栃木电视台 | 2017年4月6日 -  | 星期四 0:00 - 0:05   | 独立局     |            |
| 兵库县         | SUN电视台  | 2017年4月6日 -  | 星期四 0:15 - 0:20   | 独立局     |            |
| 日本全国       | AT-X       | 2017年4月7日 -  | 星期五 0:10 - 0:15   | 卫星电视   | 有重播     |
| 千叶县         | 千叶电视台 | 2017年4月8日 -  | 星期六 23:55 - 24:00 | 独立局     | 作者出生地 |
| 冈山县、香川县 | 西日本放送 | 2017年4月17日 - | 星期一 2:00 - 2:05   | NNS        |            |

### BD
| 卷数 | 发售日                | 收录话数 | 规格编号 | 备注                 |
| ---- | --------------------- | -------- | -------- | -------------------- |
| 1    | 2017年8月25日（预定） | 全12話   | SMIB012  | 附赠主题曲《》特典CD |